# 무카이지마역
무카이지마역(일본어: 向島駅)은 일본 교토부 교토시 후시미구에 위치한 긴키 닛폰 철도 교토 선의 철도역이다. 역 번호는 B 09이며, 섬식 승강장 2면 4선의 구조를 갖춘 지상역이다.

## 타는 곳
| 1 | B 교토 선 | 하행 | 오쿠보 · 신타나베 · 야마토사이다이지 · 나라 · 덴리 · 가시하라진구마에 · 요시노 방면 |
| 2 | B 교토 선 | 상행 | 단바바시 · 교토 · 교토 국제회관 방면                                                |

## 이용 현황
- 2005년 11월 8일 : 18,340명
- 2008년 11월 18일 : 17,503명
- 2010년 11월 9일 : 16,616명
- 2012년 11월 13일 : 16,050명
- 2015년 11월 10일 : 16,517명

## 역 주변
- 국도 제24호선
- 무카이지마 도서관
- 슈치인 대학
- 교토 분쿄 대학 · 교토 분쿄 단기 대학
- 무카이지마 추오 공원

## 인접 역
| 긴키 닛폰 철도 B 교토 선       | 긴키 닛폰 철도 B 교토 선 | 긴키 닛폰 철도 B 교토 선         |
| ------------------------------ | ------------------------ | -------------------------------- |
| B08 모모야마고료마에 교토 방면 | B 교토 선                | 오구라 B10 야마토사이다이지 방면 |